# Styringomyia geminata
Styringomyia geminata är en tvåvingeart som beskrevs av Alexander 1938. Styringomyia geminata ingår i släktet Styringomyia och familjen småharkrankar. Inga underarter finns listade i Catalogue of Life.